# Cerkiew św. Michała Archanioła w Ostromeczewie
Cerkiew św. Michała Archanioła – prawosławna cerkiew parafialna w Ostromeczewie na Białorusi, w dekanacie brzeskim rejonowym eparchii brzeskiej i kobryńskiej Egzarchatu Białoruskiego Patriarchatu Moskiewskiego.
Świątynia znajduje się w centrum wsi.

## Historia
Cerkiew zbudowano w 1846 r., wyświęcono 21 listopada tego samego roku.

## Architektura

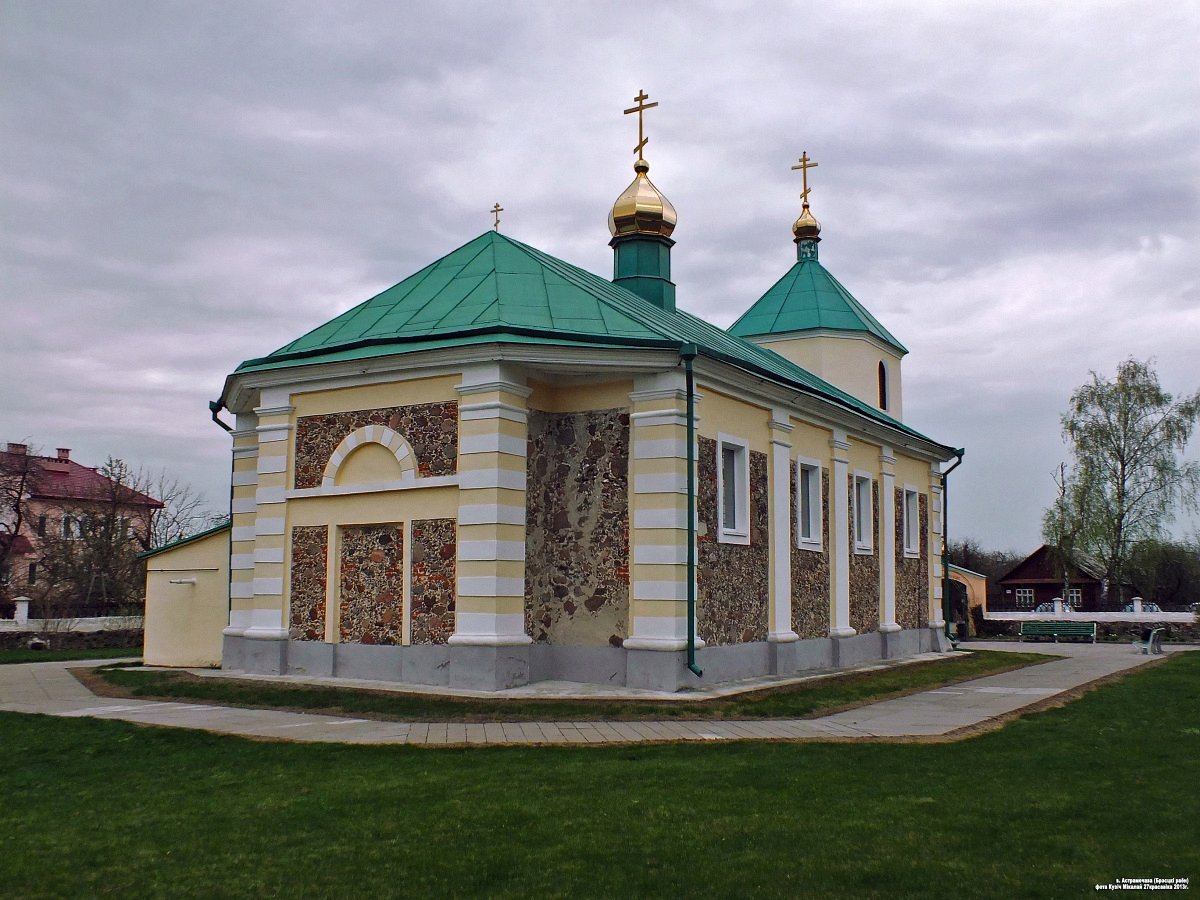
Cerkiew od strony prezbiterium

Świątynia została zbudowana w stylu klasycystycznym z elementami stylu bizantyjsko-rosyjskiego, z cegły i kamienia, orientowana. Od frontu znajduje się łukowaty ganek, a nad nim ikona patronalna. Przedsionek zbudowany został na planie kwadratu. Do świątyni jest dobudowana ośmioboczna dzwonnica-wieża zwieńczona złotą cebulastą kopułą. Nad częścią centralną osadzony jest dwuspadowy dach a na nim złota kopuła. Apsyda cerkiewna wraz z dachem jest trójboczna. Do niej dobudowana została apsydiola. Odachowanie obiektu zostało wykonane z blachy w kolorze srebrnym. Na elewacji świątynnej występują różne kamienne i ceglane rzeźbienia. Ściany świątyni zostały pomalowane w kolorze cielistym.